# Der Tod ist mein Beruf
Der Tod ist mein Beruf (im französischen Original La mort est mon métier) ist ein biografischer Roman des französischen Schriftstellers Robert Merle. Das Original erschien 1952 bei der Éditions Gallimard, die deutsche Ausgabe 1957 im Aufbau-Verlag. Darin wird das Leben von Rudolf Höß (im Buch Rudolf Lang genannt) geschildert. Dieser war Kommandant in den Konzentrationslagern von Auschwitz im Zweiten Weltkrieg.

## Inhalt

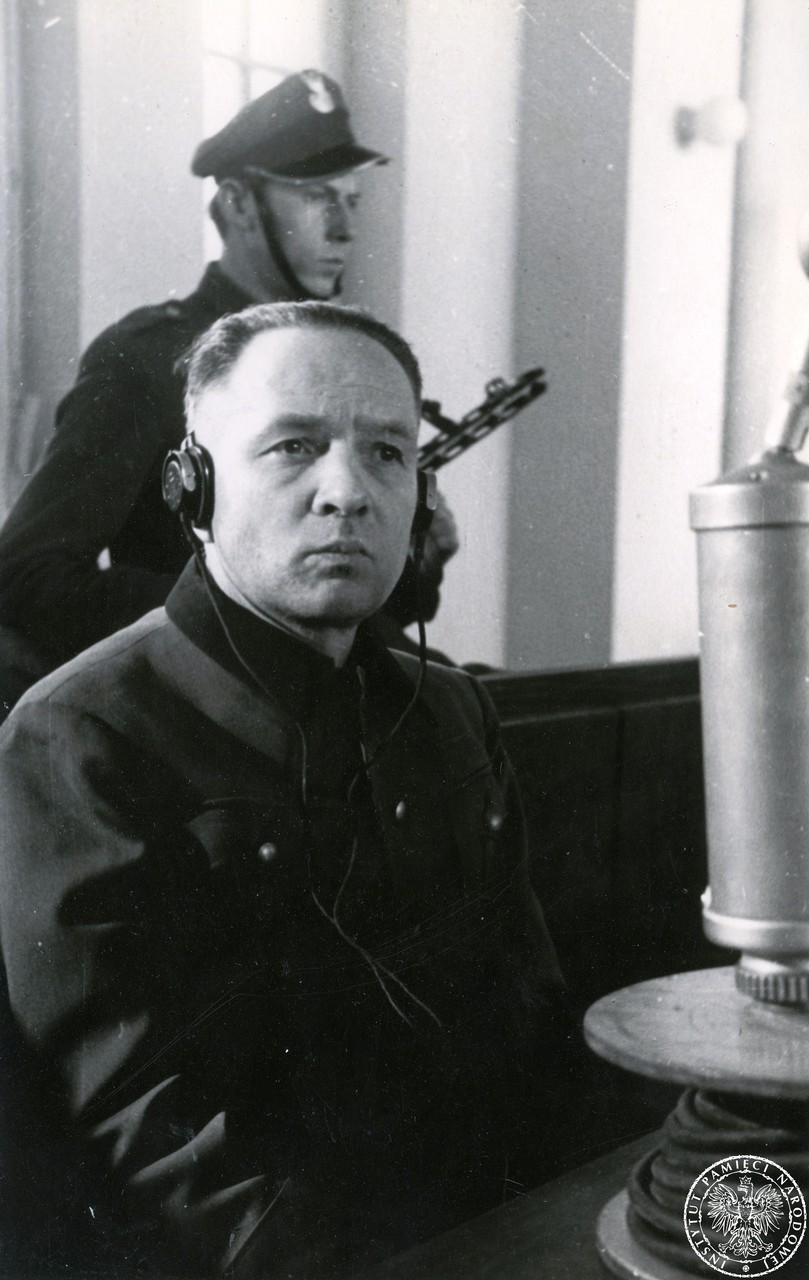
Rudolf Höß, Vorbild der Romanfigur Rudolf Lang, beim Gerichtsprozess in Polen

Der Roman ist in der Ich-Form geschrieben. In der ersten Hälfte des Buches wird eingehend über die Kindheit und Jugend des Rudolf Lang berichtet. Merle bezieht sich bei der Schilderung der Kindheit auf Schlussfolgerungen des amerikanischen Psychologen Gustave M. Gilbert, der eine Reihe von Interviews mit Höß in dessen Haft geführt hatte. Zentral darin ist die Figur des streng katholischen, gefühlskalten und pedantischen Vaters.
Anschließend folgt Langs Militärkarriere als Kriegsfreiwilliger im Nahen Osten während des Ersten Weltkrieges und als Freikorpsmitglied in Litauen, dem Rheinland und Oberschlesien sowie seine Karriere in der NSDAP, der SA und der SS.
Im dritten Teil des Werkes wird die Tätigkeit Langs als Kommandant in Auschwitz eingehend beschrieben. Hierbei bezieht sich Merle hauptsächlich auf die Dokumente des Nürnberger Prozesses sowie auf Notizen, die Höß in polnischer Haft anfertigte und die auch gedruckt in mehreren Sprachen vorliegen.

## Verfilmung
Der Roman wurde 1977 als (west)deutscher Spielfilm mit dem Titel Aus einem deutschen Leben unter der Regie von Theodor Kotulla – mit Götz George in der Hauptrolle – verfilmt.

## Werk
- La mort est mon métier. Gallimard, Paris 1952, TB 1976: ISBN 2-0703-6789-4 zuletzt 1997, ISBN 2744105996.
  - in deutscher Sprache: Der Tod ist mein Beruf. Roman. Übers. Curt Noch. Aufbau-Verlag, Berlin 1957; zuletzt 2011, ISBN 3746627869.[1]

## Interpretation
- Anne Crochet: "La mort est mon métier" de Robert Merle. Reihe: Fiche de lecture. Le Petit Littéraire, Paris 2011, ISBN 2806211131.[2]

## Notizen
1. ↑  Auch bei mehreren anderen Verlagen verlegt; die Aufbau-Ausgaben ab 1972 mit einem dreiseitigen Nachwort des Autors
2. ↑  24 Seiten, insbes. für Schulzwecke; mit Fragestellungen. "La mort est mon métier, rédigé entre 1950 et 1952, appartient à la littérature concentrationnaire dans la mesure où il raconte comment le régime nazi a pu mettre sur pied les camps de concentration d’Auschwitz et de Birkenau. La première partie du récit est une biographie romancée de Höss, commandant du camp d’Auschwitz dans les années quarante. À partir des notes du psychologue américain Gustave M. Gilbert, qui a interrogé Höss en prison, Merle a construit le personnage de Rudolf Lang et a imaginé ce qu’aurait pu être sa vie. La seconde partie du roman est consacrée à l’aspect logistique de la conception et de la construction des camps de concentration; Merle s’est appuyé sur les comptes rendus du procès de Nuremberg". Auch als online-Version (Memento des Originals vom 25. Oktober 2012 im Internet Archive)  Info: Der Archivlink wurde automatisch eingesetzt und noch nicht geprüft. Bitte prüfe Original- und Archivlink gemäß Anleitung und entferne dann diesen Hinweis.